# Motherland (película)
Motherland (en turco: Ana Yurdu) es una película de drama turca de 2015 de la directora Senem Tüzen. El drama es protagonizado por Esra Bezen Bilgin, Nihal Koldaş, Fatma Kısa y Semih Aydın.

## Sinopsis
La película narra la historia sobre una mujer urbana y divorciada que regresa a su aldea ancestral en Anatolia para escribir un libro y se enfrenta a la llegada no deseada de su madre.

## Lanzamiento
El primer largometraje de Tüzen se estrenó en el 72 ° Festival Internacional de Cine de Venecia en la sección de la Semana Internacional de Críticos de Cine en septiembre de 2015.

## Premios y nominaciones
| Premios                                     | Premios                  | Premios                                          | Premios       | Premios   |
| Premio                                      | Fecha                    | Categoría                                        | Nominado      | Resultado |
| ------------------------------------------- | ------------------------ | ------------------------------------------------ | ------------- | --------- |
| Festival de cine de Venecia                 | 23 de julio de 2015      | León del futuro                                  | Senem Tüzen   | Nominado  |
| Festival Internacional de Cine de Varsovia  | 19 de octubre de 2015    | Premio FIPRESCI                                  | Senem Tüzen   | Ganador   |
| Festival Internacional de Cine de Varsovia  | 19 de octubre de 2015    | Premio NETPAC (Mejor película asiática)          | Senem Tüzen   | Ganador   |
| Festival de cine de Tbilisi                 | 10 de diciembre de 2015  | Golden Prometheus (Mejor película)               | Senem Tüzen   | Ganador   |
| Premios de la pantalla de Asia Pacífico     | 26 de noviembre de 2015  | Mejor guion                                      | Senem Tüzen   | Ganador   |
| Premios Asia Pacific Screen                 | 5 de octubre de 2015     | Premio de la UNESCO                              | Senem Tüzen   | Nominado  |
| Festival Internacional de Cine de Adana     | 20 de septiembre de 2015 | Mejor película de SIYAD (críticos de cine turco) | Senem Tüzen   | Ganador   |
| Festival Internacional de Cine de Adana     | 20 de septiembre de 2015 | Mejor guion                                      | Senem Tüzen   | Ganador   |
| Festival Internacional de Cine de Adana     | 20 de septiembre de 2015 | Mejor actriz principal                           | Nihal Koldaş  | Ganador   |
| Festival Internacional de Cine de Adana     | 20 de septiembre de 2015 | Mejor fotografía                                 | Vedat Özdemir | Ganador   |
| Festival Internacional de Cine de Adana     | 20 de septiembre de 2015 | FİLM-YÖN Mejor director                          | Senem Tüzen   | Ganador   |
| Festival Internacional de Cine de Reikiavik | 12 de septiembre de 2015 | Premio Golden Puffin                             | Senem Tüzen   | Nominado  |
| Festival de cine de Gotemburgo              | 12 de enero de 2016      | El Premio Internacional Debut de Ingmar Bergman  | Senem Tüzen   | Nominado  |